# ブリャンスク公国
ブリャンスク公国（ブリャンスクこうこく、ロシア語: Брянское княжество）は13世紀半ばから15世紀初頭にかけて存在した、ルーシの諸公国の一つである。首都はブリャンスク（当時の呼称ではデブリャンスク、ブリャネスク等）に置かれ、成立当初はチェルニゴフ公国に属する分領公国であったが、モンゴルのルーシ侵攻以降はチェルニゴフ - セヴェルスキー圏（チェルニゴフ公国とノヴゴロド・セヴェルスキー公国、またそれらの分領公国の領土）の政治的中心地となった。この時期のブリャンスク公はチェルニゴフ大公（ヴェリーキー・クニャージ）を号した。14世紀半ば以降はリトアニア大公国に属し、最終的にはリトアニア大公国内の一領域に改変されて独自の公国は消滅した。

## 歴史
ブリャンスクの建設年度は不明であるが、おそらく10世紀末にキエフ大公ウラジーミル1世によって建設されたと考えられている。ルーシの年代記（レートピシ）上の最初の言及は『イパーチー年代記』の1146年の項であり、チェルニゴフ公に仕える代官（ナメストニク）が配置された、という主旨の記述がなされている。1159年から1167年にかけては、隣接するフシチイシュ公国の一部となっていた。
1238年、モンゴルのルーシ侵攻によってフシチイシュが破壊され、またフシチイシュ公ウラジーミルの血筋が途絶えた。その後、ブリャンスクを首都とし、チェルニゴフ、ノヴゴロド・セヴェルスキー、スタロドゥーブ、トルブチェフスク（いずれもチェルニゴフ - セヴェルスキー圏の都市で、これらを首都とする公国が存在していた）を含む広大な地域を領するブリャンスク公国が成立した。ブリャンスク公国の初代ブリャンスク公はロマンであった。また、ブリャンスク公は慣例的に、チェルニゴフ大公の称号を冠していた。チェルニゴフ - セヴェルスキー圏の中では、オカ川上流のカラチェフ公国、ノヴォシリ公国、タルーサ公国、ポセミエのクルスク公国、プチヴリ公国、ルィリスク公国のみがその支配権の外にあった。
13世紀末、ブリャンスク公国軍はジョチ・ウルス軍、ガーリチ・ヴォルィーニ大公国軍と共にリトアニア大公国への遠征に参加した。14世紀はじめ、公国間の結婚によって、スモレンスク公グレプの子孫がブリャンスク公位を獲得した。1310年にジョチ・ウルスと結託してスヴャトスラフを破ったヴァシリーは公位につき、さらにカラチェフ公国を占領した。
1356年から1359年にかけての騒乱期を経て、ブリャンスク公国はアルギルダスに制圧され、リトアニア大公国に従属した。騒乱期以後の統治はオレグ家出身のロマンに任された。しかし1370年にモスクワ大公国からの侵略を受けた後、アルギルダスは自身の子のドミトリユスにブリャンスク公国を預けた。ドミトリーは1379年もしくは1380年の冬まで、ブリャンスクと、チェルニゴフ、スタロドゥーブ、トルブチェフスクを領有した。また、モスクワ大公国の軍事的拡張に乗じ、モスクワ大公国のドミトリー・ドンスコイに仕え、ペレヤスラヴリ・ザレスキーを寄食地（コルムレニエ(ru)）として受領した。ブリャンスク軍は1380年のクリコヴォの戦いに参加した。
1430年、公国は廃止されてリトアニア大公国の一部となった。さらに1500年、ブリャンスクはモスクワ大公イヴァン3世によって制圧され、モスクワ大公国の一部となった。